# Ogra
Ogra (in ungherese Marosugra, in tedesco Ugern) è un comune della Romania di 2499 abitanti, ubicato nel distretto di Mureș, nella regione storica della Transilvania. 
Il comune è formato dall'unione di 5 villaggi: Dileu Vechi, Giuluș, Lăscud, Ogra, Vaideiu.